# Romeo N’tia
Romeo N’tia (* 25. Februar 1995 in Natitingou) ist ein beninischer Weitspringer, der gelegentlich auch im Dreisprung an den Start geht.

## Sportliche Laufbahn
Erste internationale Erfahrungen sammelte Romeo N’tia 2012 bei den Afrikameisterschaften in Porto-Novo, bei denen er mit einer Weite von 14,93 m im Dreisprung den zwölften Platz belegte, wie auch bei den Spielen der Frankophonie im Jahr darauf in Nizza, bei denen er im Weitsprung 6,69 m erzielte. 2014 schied er bei den Afrikameisterschaften in Marrakesch mit 6,86 m in der Qualifikation aus und im Jahr darauf nahm er erstmals an den Afrikaspielen in Brazzaville teil, bei denen er mit 7,44 m die Bronzemedaille den beiden Senegalesen Ndiss Kaba Badji und Mamadou Gueye gewann. 2016 erreichte er bei den Afrikameisterschaften in Durban mit 7,45 m Rang sieben und 2017 verbesserte er bei den Islamic Solidarity Games in Baku den Landesrekord im Weitsprung auf 7,59 m und belegte damit vier. Anschließend wurde er bei den Spielen der Frankophonie in Abidjan mit 6,91 m Zwölfter. 2018 belegte er bei den Afrikameisterschaften in Asaba mit 7,76 m auf den sechsten Platz und im Jahr darauf gewann er bei den Afrikaspielen in Rabat mit 7,72 m erneut die Bronzemedaille, diesmal hinter dem Algerier Yasser Triki und Marouane Kacimi aus Marokko. 2022 belegte er bei den Afrikameisterschaften in Port Louis mit 7,44 m den sechsten Platz. Im Jahr darauf belegte er bei den Spielen der Frankophonie in Kinshasa mit 7,75 m den fünften Platz und 2024 gelangte er bei den Afrikaspielen in Accra mit 7,62 m auf Rang sechs. Im Juni wurde er dann bei den Afrikameisterschaften in Douala mit 7,29 m Zehnter.

## Persönliche Bestleistungen
- Weitsprung: 7,82 m (+1,3 m/s), 28. Juli 2019 in Saint-Étienne (beninischer Rekord)
- Dreisprung: 15,38 m (−0,7 m/s), 4. Juni 1016 in Remire-Montjoly